# كريستين آند ذا كوينز
إيلويز أديلايد ليتيسيه (من مواليد 1 يونيو 1988) هي مغنية وكاتبة أغاني فرنسية عرفت فنيًا بعدة أسماء باسم كريستين آند ذا كوينز وريدكار، أو أحيانًا ببساطة كريس، بدأت تعلم العزف على البيانو في الرابعة من عمرها ووجدت شقفها بالموسيقى في أحد أندية لندن أثناء دراسته.
حصلت على عدة تريمات منها جائزة ان.ام.اي في حفل توزيع جوائز الموسيقى السنوي في المملكة المتحدة عام 2017.